# Stettiner FC Titania
Stettiner FC Titania was een Duitse voetbalclub uit Stettin (tegenwoordig in Polen gelegen onder de naam Szczecin).

## Geschiedenis
De club werd op 12 juli 1902 opgericht. In 1904 was de club een van de oprichters van de Stettiner Fußball-Vereinigung, die dat jaar ook een eerste competitie opzette. Vier clubs en het tweede elftal van Titania namen aan het eerste kampioenschap deel en Titania won drie keer, de wedstrijd tegen het tweede elftal werd zelfs niet gespeeld. Ook het volgende seizoen werd de club kampioen, maar door interne strubbelingen werd de voetbalbond ontbonden. In 1905 werd dan een nieuwe poging gedaan voor een voetbalbond, de Pommerse voetbalbond. Ook hier werd een kampioenschap georganiseerd. Titania eindigde samen met SC Preußen 1901 op de eerste plaats en speelde een play-off om de titel, die met 5-1 gewonnen werd.
De volgende jaren werd Titania steevast kampioen, echter doordat de Pommerse bond geen onderdeel was van de Baltische of Noord-Duitse voetbalbond maakten ze geen aanspraak om verder deel te nemen aan interregionale eindrondes. Van 1907 tot 1911 was de bond wel deel van de Berlijnse voetbalbond, maar de kampioen mocht ook hier niet deelnemen aan de eindronde. In 1909/10 eindigde Titania samen met SC Blücher op de eerste plaats en verloor daarna de finale. Een jaar later nam de club het roer weer over, maar hierna was het rivaal Preußen 1901 dat twee keer op rij de titel won. Doordat er vaak onenigheden waren bij de bond had deze een slechte naam, waardoor ze niet bij andere bonden opgenomen werden, maar in 1913 ging de Pommerse bond dan toch op in de Baltische en werd de Stettinse stadscompetitie een onderdeel van de Pommerse competitie. Titania werd opnieuw stadskampioen en won hierna in de eindronde van SV Germania 1903 Stolp waardoor ze als Pommers kampioen naar de Baltische eindronde mochten. HIer werd de club tweede achter Prussia-Samland Königsberg.
Door het uitbreken van de Eerste Wereldoorlog lag de competitie stil tot 1919. In 1919/20 werd de club opnieuw kampioen van Stettin en na de finale tegen Stettiner SC ook weer Pommers kampioen. In de Baltische eindronde won de club van VfL Danzig en Prussia-Samland Königsberg en werd zo Baltisch kampioen.  Dit gaf recht op een ticket voor de nationale eindronde. In de kwartfinale won Titania nog van SV Arminia Hannover, maar in de halve finale verloor de van de latere kampioen 1. FC Nürnberg. Nadat Stettiner SC 1908 het jaar erna de titel won werd Titania in 1921/22 Pommers kampioen, nadat ze in de finale FC Viktoria Schneidemühl een 7-0 pak slaag gegeven hadden. In de Baltische eindronde werd VfB Königsberg kampioen, maar na een protest van Titania moest de wedstrijd tussen beide clubs herspeeld worden. Titania won met 3-0 en ging opnieuw naar de nationale eindronde. Hamburger SV droogde de club af met 5-0. Door een protest van Königsberg werd de replay tussen beide clubs geannuleerd waardoor Königsberg alsnog kampioen werd, voor de nationale eindronde was het echter te laat.
In 1922/23 werd Titania laatste in de Baltische eindronde. Twee jaar later werd de club opnieuw Pommers kampioen na een 6-0 overwinning op Stargarder SC 1910. VfB Königsberg werd wel Baltisch kampioen, maar vanaf dit seizoen mochten de vicekampioenen ook naar de nationale eindronde, hier verloor de club van Altonaer FC 1893. Vanaf het volgende seizoen mochten twee clubs uit Stettin naar de Pommerse eindronde waardoor Titania en Stettiner SC de finale speelden. Titania won en beide clubs mochten ook naar de eindronde, waar Titania derde werd achter VfB Königsberg en Stettiner SC.
In 1926/27 moest Titania de Pommerse titel aan Stettiner SC laten. In de eindronde werd Titania wel de kampioen. In de nationale eindronde kreeg Titania een 9-1 pak rammel van Holstein Kiel. Het volgende seizoen kreeg Preußen Stettin het eindrondeticket, maar in 1928/29 was Titania er weer bij in de eindronde en verloor na verlengingen van Tennis Borussia Berlin.
Ook in 1929/30 werd de club Pommers kampioen. In de eindronde deelde de club de tweede plaats met VfB Stettin en won de beslissende wedstrijd voor het eindrondeticket met 4-0. In de nationale eindronde verloor de club met 2-4 van SpVgg Sülz 07.
Het zou het laatste wapenfeit van de club zijn. Titania kreeg met zware financiële problemen te kampen en ging failliet. De club werd opgeheven en de leden sloten zich bij VfL Stettin aan, een club die tot dan toe nog geen sportieve successen kende.

## Erelijst
Kampioen Baltische bond
1920, 1927
Kampioen Pommeren
1914, 1920, 1922, 1923, 1925, 1926, 1927, 1929, 1930
Kampioen Stettin
1904, 1905, 1906, 1907, 1908, 1909, 1911